# Zakia Khattabi
Zakia Khattabi (Saint-Josse-ten-Noode, 15 gennaio 1976) è una politica belga di origine marocchina, dall'ottobre 2020 Ministro federale dell'ambiente, del clima, il Green Deal e lo sviluppo sostenibile all'interno del governo De Croo. Membro del partito Ecolo, è stata co-presidente del partito con Patrick Dupriez dal 2015 al 2018 e con Jean-Marc Nollet dal 2018 al 2019.

## Biografia
Zakia Khattabi è nata a Saint-Josse-ten-Noode da genitori marocchini.
Laureata in servizio sociale presso l'Université libre de Bruxelles, Zakia Khattabi è un'assistente sociale.

### Carriera politica

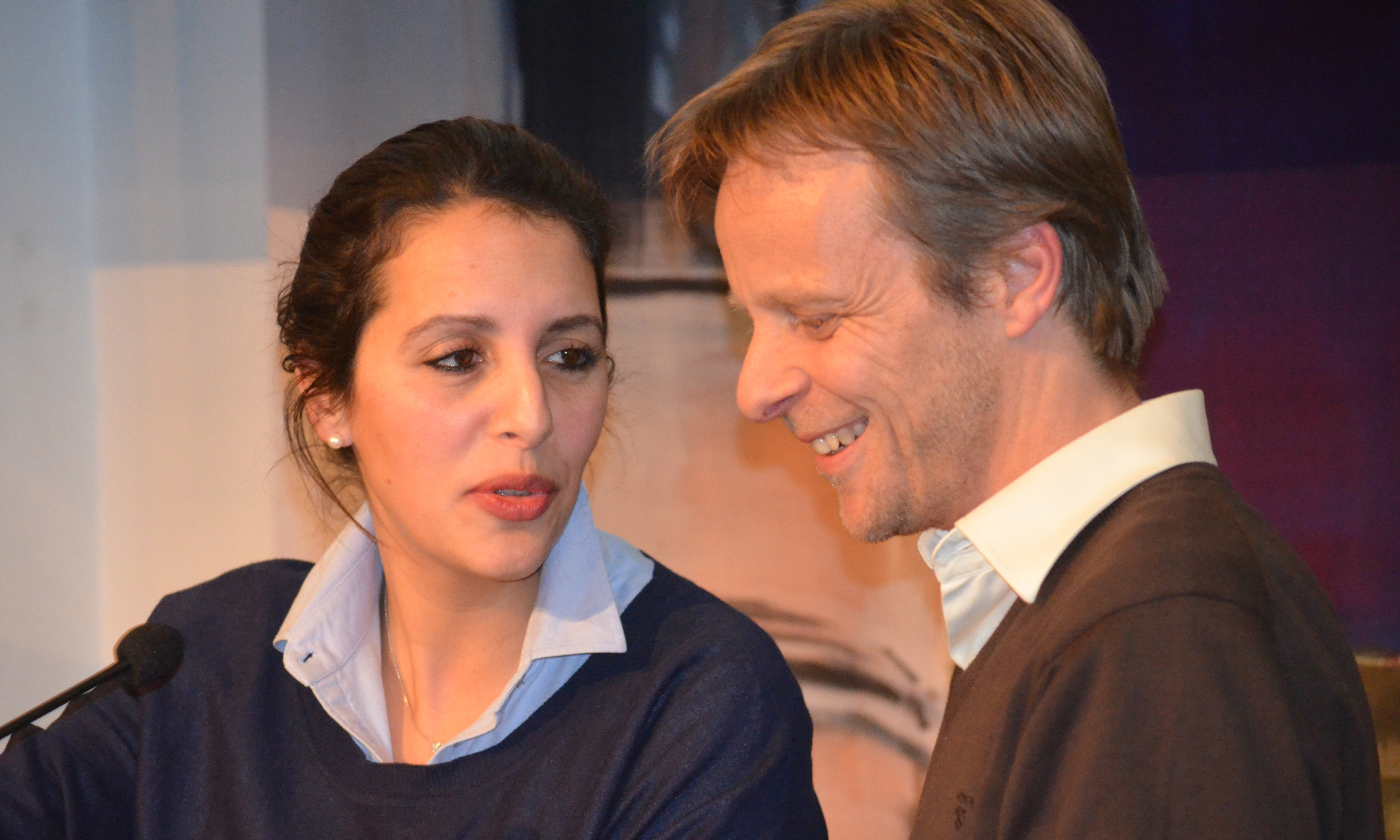
Zakia Khattabi e Patrick Dupriez, Co-Presidenti di Ecolo, in un dibattito con membri e sostenitori.

Consigliere comunale a Ixelles e membro del partito Ecolo. Zakia Khattabi è membro del Parlamento di Bruxelles, da giugno 2009 a giugno 2014 e membro del Parlamento della Comunità francofona, membro del Comitato di istruzione superiore dal 24 settembre 2009. È senatrice nominata dal Parlamento della Comunità francofona dal 14 ottobre 2009, vicepresidente della Commissione giustizia e presidente del gruppo Ecolo dall'11 luglio 2012. È inoltre segretaria politica del suo partito a Ixelles dall'8 novembre 2010.
Il 21 febbraio 2013 ha presentato una proposta sulla lotta contro l'islamofobia confrontandola con l'antisemitismo.
Candidato e capogruppo Ecolo per le elezioni parlamentari del 25 maggio 2014 nella circoscrizione di Bruxelles, viene eletta con il suo collega Benoit Hellings e lascia il Senato. A seguito di queste elezioni, il gruppo Ecolo alla Camera dei rappresentanti è composto da sei membri.
Il 22 marzo 2015 è stata eletta co-presidente del partito con Patrick Dupriez. Nel marzo 2018, di fronte al numero di donne che sono morte di violenza dall'inizio dell'anno, chiede il riconoscimento del femminicidio..
Durante le elezioni comunali del 14 ottobre 2018, Zakia Khattabi dà un forte sostegno alla lista a Ixelles, dove il partito conquista il primo posto e la carica di sindaco per Christos Doulkeridis. Pochi giorni dopo, Patrick Dupriez ha annunciato le sue dimissioni dalla copresidenza per motivi personali. Il 9 novembre, Jean-Marc Nollet viene eletto per succedergli insieme a Zakia Khattabi. 
Nel dicembre 2019, a seguito di un accordo politico, il partito Ecolo, a cui questa carica è assegnata, ha presentato al Senato la candidatura di Zakia Khattabi per la Corte costituzionale. Nonostante i numerosi voti, la sua candidatura non ha ottenuto la maggioranza dei due terzi richiesta, a causa dell'opposizione dell'estrema destra fiamminga (Vlaams Belang), della destra nazionalista fiamminga (NVA) e della astensione dalla destra liberale fiamminga (OpenVLD). Ecolo presenta finalmente la candidatura di Thierry Detienne, eletto senza problemi. 

### Ministro dell'ambiente
Il 1º ottobre 2020, è diventata Ministro federale dell'ambiente, del clima, il Green Deal e lo sviluppo sostenibile all'interno del governo De Croo che unisce socialisti, liberali, ambientalisti e democristiani.